# Apicia asanderaria
Apicia asanderaria är en fjärilsart som beskrevs av Walker 1860. Apicia asanderaria ingår i släktet Apicia och familjen mätare. Inga underarter finns listade i Catalogue of Life.